# ناسا (ترانه آریانا گرانده)
«ناسا» (به انگلیسی: NASA) ترانه‌ای از هنرمند اهل ایالات متحده آمریکا آریانا گرانده از پنجمین آلبوم استودیویی اش، ممنون، بعدی (۲۰۱۹) است. این ترانه در ۸ فوریه ۲۰۱۹ ازطریق ریپابلیک رکوردز منتشر شد.
از نظر تجاری، ترانه در یونان، استرالیا، کانادا، مالزی، سنگاپور و ایالات متحده به ۲۰ رتبه برتر در جدول فروش رسید.